# ホン・グリディ
ホン・グリディ・アルダルル（Jon Guridi Aldalur、1995年2月28日 - ）は、スペイン・アスペイティア出身のサッカー選手。デポルティーボ・アラベス所属。ポジションはミッドフィールダー。

## クラブ経歴
バスク州のアスペイティアに生まれ、レアル・ソシエダの下部組織で育成された。2014-15シーズンにソシエダのBチームへ昇格すると、2017年3月18日、ラ・リーガのデポルティーボ・アラベス戦でトップチームデビューを飾った。
2017-18シーズンからトップチーム登録になるも、出場機会を得られず、2018年1月30日、シーズン終了までの契約でCDミランデスにレンタルされた。ミランデスでは出番も与えられ、そのシーズンのセグンダ・ディビシオン昇格に貢献。シーズン終了後にレンタル期間が1シーズン延長された。
2022年7月11日、フリーでデポルティーボ・アラベスに加入し、4年契約を交わした。